# NGC 5956
NGC 5956 est une galaxie spirale barrée située dans la constellation du Serpent. Sa vitesse par rapport au fond diffus cosmologique est de 2 028 ± 10 km/s, ce qui correspond à une distance de Hubble de 29,9 ± 2,1 Mpc (∼97,5 millions d'al). NGC 5956 a été découverte par l'astronome prussien Heinrich Louis d'Arrest en 1865.
La barre centrale est nettement visible sur l'image obtenue des données du relevé SDSS, aussi la classification de spirale barrée préconisée par la base de données HyperLeda semble mieux décrire cette galaxie. 
La classe de luminosité de NGC 5956 est III-IV et elle présente une large raie HI. Elle renferme également des régions d'hydrogène ionisé. Selon la base de données Simbad, NGC 5956 est une galaxie LINER, c'est-à-dire une galaxie dont le noyau présente un spectre d'émission caractérisé par de larges raies d'atomes faiblement ionisés.

## Groupe de NGC 5970
Selon A. M. Garcia, NGC 5956 fait partie du groupe de NGC 5970. Ce groupe de galaxies compte au moins quatre membres. Les autres galaxies du groupe sont NGC 5957, NGC 5970 et UGC 9941.
Abraham Mahtessian mentionne aussi ce groupe de galaxies, mais il n'y figure que trois membres, la galaxie UGC 9941 n'en faisant pas partie.